# فرانسيس فيتزجيرالد (صحفية)
فرانسيس فيتزجيرالد (بالإنجليزية: Frances FitzGerald)‏ هي صحفية ومؤرخة أمريكية، ولدت في 21 أكتوبر 1940 في نيويورك في الولايات المتحدة.